# 259 km (obwód pskowski)
259 km (ros. 259 км) – przystanek kolejowy w miejscowości Szawrowo, w rejonie pskowskim, w obwodzie pskowskim, w Rosji. Położony jest na linii dawnej Kolei Warszawsko-Petersburskiej.